# De twee heiligen
De twee heiligen (Zweeds: De två saliga) is een Zweedse dramafilm uit 1986 onder regie van Ingmar Bergman.

## Verhaal
De gepensioneerde psychiater Dettow blikt terug op zijn leven. Vooral zijn laatste cliënt komt hem aldoor terug voor de geest. Hij behandelde toen Viveka Burman, die een twee-eenheid vormde met haar man Sune.

## Rolverdeling
| Acteur             | Personage     |
| ------------------ | ------------- |
| Harriet Andersson  | Viveka Burman |
| Per Myrberg        | Sune Burman   |
| Christina Schollin | Annika        |
| Lasse Pöysti       | Dr. Dettow    |
| Irma Christenson   | Mevrouw Storm |
| Björn Gustafson    | Buurman       |